# Embreville
Embreville település Franciaországban, Somme megyében. Lakosainak száma 561 fő (2022. január 1.). Embreville Aigneville, Beauchamps, Buigny-lès-Gamaches, Dargnies, Fressenneville és Gamaches községekkel határos.

## Népesség
A település népességének változása:
| Lakosok száma | 577  | 566  | 569  | 557  | 574  | 569  | 563  | 562  | 561  |
|               | 2013 | 2015 | 2016 | 2017 | 2018 | 2019 | 2020 | 2021 | 2022 |